# Матијас Гинтер
Матијас Лукас Гинтер (Фрајбург, 19. јануар 1994) је немачки фудбалер и национални репрезентативац. Професионалну каријеру започео је у ФК Фрајбург, а тренутно игра за ФК Борусија Менхенгладбах на позицији одбрамбеног играча.

## Клупска каријера

### Почетак каријере
Гинтер је фудбалску каријеру започео у ФК Марту, пре него што је прешао у млађи састав ФК Фрајбург у сезони 2005/06. године. Са младим тимом освојио је јуниорски Куп Немачке.
У јануару 2012. године Гинтер је пребачен у први тим Фрајбурга, делимично због губитка великог броја играча у првом тиму, током зимских трансфера. Своју прву професионалну утакмицу одиграо је против ФК Аугзбург, 21. јануара 2012. године, а ушао је у 70. минуту меча, да би у 88. минуту постигао гол, а његов тим забележио победу. Постао је најмлађи стрелац у историји клуба ФК Фрајбург у Бундеслиги. Два дана касније, 23. јануара, потписао је уговор о приступању у први тим Фрајбурга.

### Борусија Дортмунд
Гинтер је 17. јула 2014. године потписао петогодишњи уговор са ФК Борусија Дортмунд, , прву утакмицу одиграо је 13. августа 2014. године, када је његов тим освојио Суперкуп Немачке, победивши Бајерн Минхен на стадиону Сигнал Идуна парк.

### Борусија Менхенгладбах
Гинтер је 4. јула 2017. године потписао петогодишњи уговор са ФК Борусија Менхенгладбах, иначе великим ривалом Борусије Дортмунд.

## Интернационална каријера
Гинтер је играо за репрезентацију Немачке до 18, 19 и 21 године, а касније и за сениорски национални тим. 
За репрезентацију Немачке до 21. године заиграо је на Европском првенству у Чешкој, 2015. године. Одиграо је сва четири меча на такмичењу.
За сениорски тим Немачке заиграо је први пут 5. марта 2014. године на пријатељској утакмици против фудбалске репрезентације Чилеа. Утакмица се играла на Олимпијском стадиону у Берлину, а његов тим славио је резултатом 1–0.
У јуну 2014. године позван је да игра за национални тим на Светском првенству у фудбалу 2014. године. Репрезентација Немачке освојила је првенство, али Гинтер није играо ни на једној утакмици. 
За репрезентацију Немачке играо је и на Летњим Олимпијским играма, где је његов тим освојио сребрну медаљу. Са селекцијом Немачке освојио је и Куп конфедерација у фудбалу 2017. године.
За фудбалску репрезентацију Немачке играо је и на Светском првенству у фудбалу 2018. године.

## Статистика каријере

### Клупска каријера
До 21. јануара 2018
| Клуб                   | Сезона             | Лига | Лига | Куп | Куп | International | International | Укупно | Укупно |
| Клуб                   | Сезона             | Ута  | Гол  | Ута | Гол | Ута           | Гол           | Ута    | Гол    |
| ---------------------- | ------------------ | ---- | ---- | --- | --- | ------------- | ------------- | ------ | ------ |
| Фрајбург               | Бундеслига 2011/12 | 13   | 1    | 0   | 0   | 0             | 0             | 13     | 1      |
| Фрајбург               | Бундеслига 2012/13 | 23   | 1    | 3   | 0   | 0             | 0             | 26     | 1      |
| Фрајбург               | Бундеслига 2013/14 | 34   | 0    | 3   | 2   | 5             | 1             | 42     | 3      |
| Укупно                 | Укупно             | 70   | 2    | 6   | 2   | 5             | 1             | 81     | 5      |
| Борусија Дортмунд      | Бундеслига 2014/15 | 14   | 0    | 0   | 0   | 5             | 0             | 19     | 0      |
| Борусија Дортмунд      | Бундеслига 2015/16 | 24   | 3    | 5   | 0   | 11            | 1             | 40     | 4      |
| Борусија Дортмунд      | Бундеслига 2016/17 | 28   | 0    | 3   | 0   | 7             | 0             | 38     | 0      |
| Укупно                 | Укупно             | 67   | 3    | 8   | 0   | 23            | 1             | 98     | 4      |
| Борусија Менхенгладбах | Бундеслига 2017/18 | 19   | 4    | 2   | 0   | –             | –             | 20     | 4      |
| Укупно                 | Укупно             | 19   | 4    | 2   | 0   | –             | –             | 20     | 4      |
| Укупно у каријери      | Укупно у каријери  | 156  | 9    | 16  | 2   | 28            | 2             | 202    | 13     |

### Интернационална
До 8. јуна 2018
| Национални тим | Год    | Ута | Гол |
| -------------- | ------ | --- | --- |
| Немачка        |        |     |     |
| 2014           | 5      | 0   |     |
| 2015           | 3      | 0   |     |
| 2016           | 1      | 0   |     |
| 2017           | 8      | 0   |     |
| 2018           | 1      | 0   |     |
| Укупно         | Укупно | 18  | 0   |

## Успеси и признања

### Клуб
Борусија Дортмунд
- Суперкуп Немачке: 2014
- Куп Немачке: 2016/17

### Репрезентација
Немачка
- Светско првенство у фудбалу: 2014 — прво место
- Летње олимпијске игре: 2016 — друго место
- Куп конфедерација у фудбалу: 2017 — прво место

### Индивидуално
- Медаља Фриц Валтер: Златна медаља, У18 тим (2012)[14]
- Медаља Фриц Валтер: Златна медаља, У19 тим (2013)[15]